# Campeonato Europeo de Halterofilia de 1986
El LXV Campeonato Europeo de Halterofilia se celebró en Karl-Marx-Stadt (RDA) entre el 6 y el 11 de mayo de 1986 bajo la organización de la Federación Europea de Halterofilia (EWF) y la Federación de Halterofilia de Alemania Oriental.

## Medallistas
| Evento  | Oro                               | Plata                            | Bronce                               |
| ------- | --------------------------------- | -------------------------------- | ------------------------------------ |
| 52 kg   | Sevdalin Marinov Bulgaria 245,0   | Jacek Gutowski · Polonia · 242,5 | Bernard Piekorz · Polonia · 230,0    |
| 56 kg   | Neno Terziski Bulgaria 285,0      | Oksen Mirzoyan URSS 280,0        | Mitko Grablev Bulgaria 275,0         |
| 60 kg   | Naum Shalamanov Bulgaria 332,5    | Yurik Sarkisian URSS 295,0       | Andreas Letz RDA 282,5               |
| 67,5 kg | Andreas Behm RDA 347,5            | Mijail Petrov Bulgaria 345,0     | Joachim Kunz RDA 330,0               |
| 75 kg   | Alexandar Varbanov Bulgaria 372,5 | Borislav Guidikov Bulgaria 357,5 | Andrei Socaci Rumania 350,0          |
| 82,5 kg | Israil Arsamakov URSS 382,5       | Asen Zlatev Bulgaria 375,0       | Constantin Urdaș Rumania 370,0       |
| 90 kg   | Anatoli Jrapaty URSS 410,0        | Viktor Solodov URSS 395,0        | Rumen Teodosiev Bulgaria 392,5       |
| 100 kg  | Nicu Vlad Rumania 417,5           | Alexandr Popov URSS 397,5        | René Wyßuwa RDA 395,0                |
| 110 kg  | Yuri Zajarevich URSS 430,0        | Serguei Naguirny URSS 410,0      | Norberto Oberburger · Italia · 400,0 |
| +110 kg | Antonio Krastev Bulgaria 450,0    | Leonid Taranenko URSS 437,5      | Senno Salzwedel RDA 420,0            |

1. 1 2 3  Arrancada (kg) + dos tiempos (kg) = total olímpico (kg).

## Medallero
| Núm. | País     | Oro | Plata | Bronce | Total |
| ---- | -------- | --- | ----- | ------ | ----- |
| 1    | Bulgaria | 5   | 3     | 2      | 10    |
| 2    | URSS     | 3   | 6     | 0      | 9     |
| 3    | RDA      | 1   | 0     | 4      | 5     |
| 4    | Rumania  | 1   | 0     | 2      | 3     |
| 5    | Polonia  | 0   | 1     | 1      | 2     |
| 6    | Italia   | 0   | 0     | 1      | 1     |
|      | TOTAL    | 10  | 10    | 10     | 30    |